# Логан, Дэйв (коуч)
Дейв Логан (англ. David C. Logan; род. 27 марта 1968) — американский коуч в области лидерства, автор бестселлеров (по версиям NYT и WSJ). Доктор философии, исполнительный директор USC Marshall School of Business, куда устроился в 1996 году и прошел там путь от старшего лектора.
Соучредитель Care4th — консалтинговой фирмы, специализирующейся на выгорании. Автор шести книг, в том числе бестселлера № 1 по версии New York Times — Tribal Leadership (HarperCollins, 2008, 2011), а также международного бестселлера The Three Laws of Performance (Jossey-Bass, 2009) (бестселлер по версии Wall Street Journal), получившего одобрение лауреата Нобелевской премии мира Десмонда Туту.
Докторскую степень по организационной коммуникации получил в USC Annenberg School for Communication and Journalism. Там же получил степень магистра искусств.
Входит в состав Barbados Group (объединённой вокруг Вернера Эрхарда), исследования которой вышли в виде книги Логана «Три закона перформанса», бестселлера 2009 года.
В 2014 году стал, совместно с Bruce L. Gewertz, соавтором книги The Best Medicine: A Physician’s Guide to Effective Leadership (Springer).
Соучредитель и почетный старший партнер консалтинговой фирмы по управлению CultureSync, консультировавшей десятки компаний из списка Fortune 500, крупные некоммерческие организации и правительства по всему миру: в частности Intel, American Express, Charles Schwab, Prudential и Health Net. В 2018 году продал большую часть своего капитала в CultureSync и получил почетный статус (прежде — старший партнер). Директор по трансформации и инновациям P3 Health Partners.
В Школе бизнеса им. Маршалла при Университете Южной Калифорнии преподает курс "Менеджмент и организация" по программе MBA. С 2001 по 2004 год занимал там должность заместителя декана. Перед чем являлся гендиректором консалтинговой фирмы JLS Consulting Inc. (клиентами которой являлись Amgen, Intel, American Express, Southern California Edison и Health Net). Также преподает в Международном центре лидерства в финансах (ICLIF).
Первая книга Д. Логана, Re-Inventing Your Career, была опубликована в 1996 и 1997 годах издательством Business Week/McGraw-Hill. Его вторая книга, The Coaching Revolution (написанная совместно с Джоном Кингом), была опубликована в 2001 году издательством Adams Media. К позднейшему изданию Tribal Leadership написал предисловие Тони Шей. Jack Otter называл Логана своим любимым гуру менеджмента.
Живет с женой, двумя дочерьми и тремя кошками в Лос-Анджелесе. Увлекается скалолазанием, бегом на длинные дистанции, является заядлым теннисистом.